# Межиріцька волость (Лебединський повіт)
Межиріцька волость — історична адміністративно-територіальна одиниця Лебединського повіту Харківської губернії.
На 1862 рік до складу волості входили:
- слобода Межиріч;
- хутір Гонтарів;
- хутір Сорокін;
- хутір Синяків;
- хутір Білов;
- хутір Івків;
- хутір Луценків;
- хутір Кисилівка;
- хутір Павленків;
- хутір  Ворожкін;
- хутір Великодний;
- хутір Подопригорин;
- хутір Сіробабін;
- хутір Соломкін;
- хутір Дубровіков;
- хутір Приходьків 1;
- хутір Сіренків;
- хутір Галушкін;
- хутір Гальков;
- хутір Скляров;
- хутір Майдаків;
- хутір Шумилів;
- хутір Парфилів;
- хутір Радьків;
- хутір  Падалкін;
- хутір Лізін;
- хутір Гринків;
- хутір Байків;
- хутір Богомолов;
- хутір Кіщиків;
- хутір Мартинців;
- хутір Дегтярів
- хутір Сухоставців;
- хутір Вечеркін;
- хутір Яковенків;
- хутір Стрільців;
- хутір Коломійців;
- хутір Коцарів;
- хутір Бокатін;
- хутір Шапошників;
- хутір Деркачів;
- хутір Сіробабін[2];
- хутір Вакулін;
- хутір Очкієв;
- хутір Шиянів;
- хутір Покутний;
- хутір Манків;
- хутір Приходьків 2;
- хутір Шелестів;
- хутір Федоркін;
- хутір Шутькін 1;
- хутір Семен;
- хутір Дябенків;
- хутір Шутькін 2;
- хутір Грицинів.

Найбільші поселення волості станом на 1914 рік:
- слобода Межиріч — 10209 мешканців;
- селище Кисилівка — 1154 мешканців;

Старшиною волості був Овчаров Федір Петрович, волосним писарем — Ключиніков Григорій Михайович, головою волосного суду — Малюта Федір Михайович.